# Servác z Tongeren
Svatý Servác z Tongeren, dříve také latinsky Servatius z Tongeren (? Arménie – 13. května 384 Maastricht), byl nizozemský biskup v Tongeren a v Maastrichtu, uctívaný římskokatolickou církví jako světec. Jeho svátek se slaví 13. května.

## Život a legenda

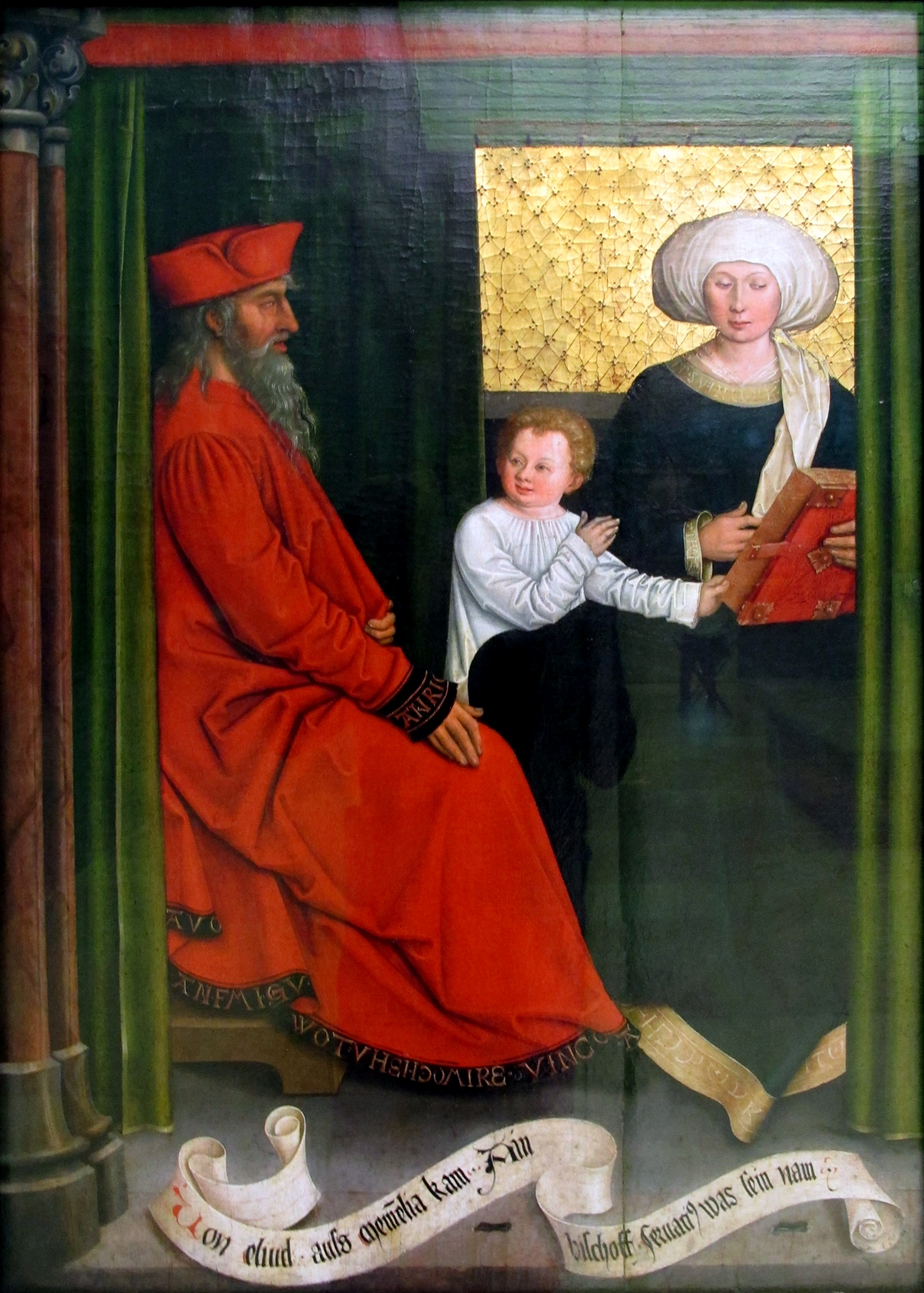
Bernhard Strigel: Svatý Servác jako dítě s dědečkem Memeliem a babičkou Eliud, sestrou sv. Alžběty; z oltářní archy Příbuzenstva Kristova z Mindelheimu, 1505-1506

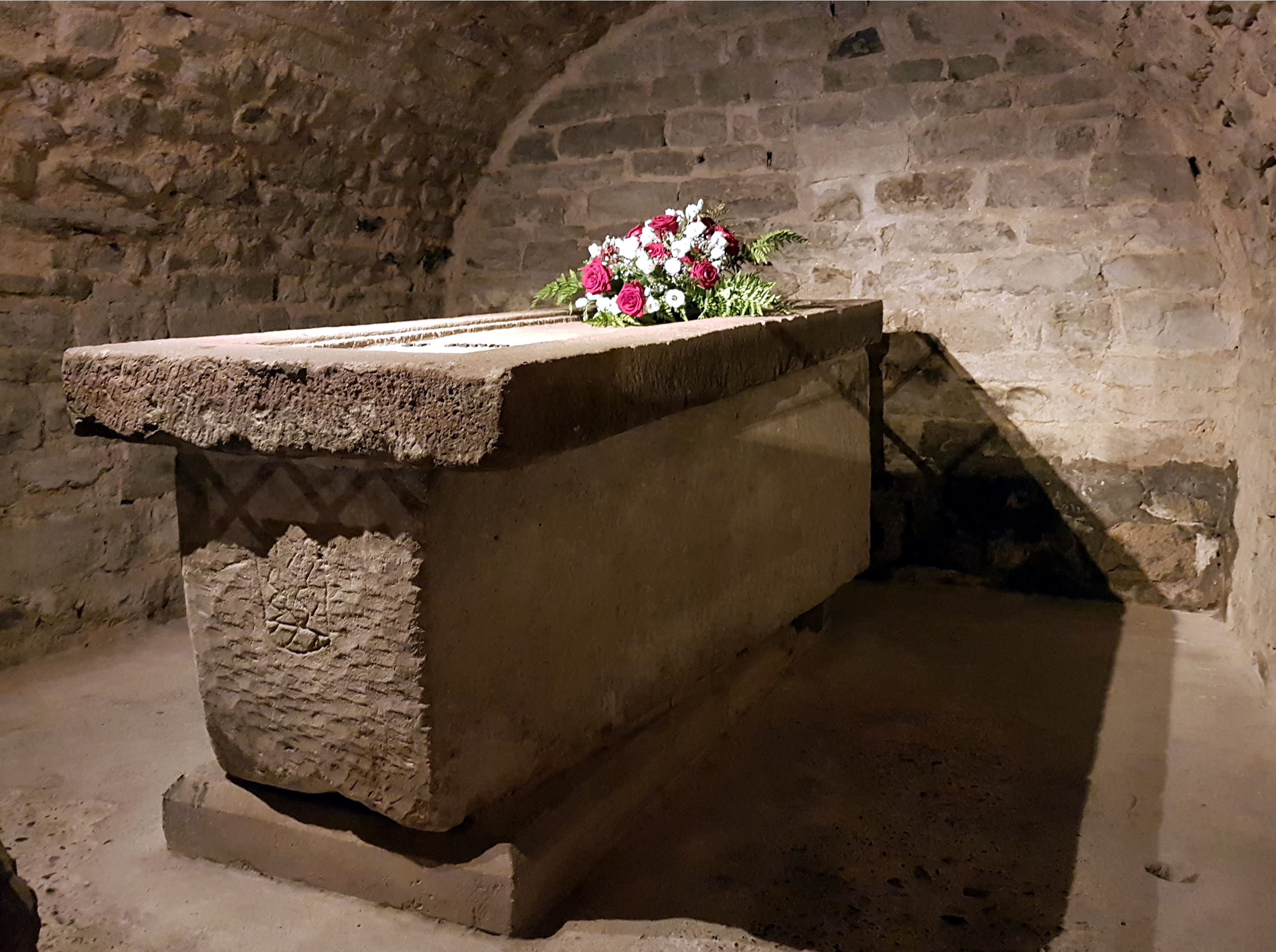
Hrob sv. Serváce v kryptě kostela v Maastrichtu

Podle historika Brenneckeho jde o dvě různé osoby, jejichž památka a oslava byla později spojena v jedinou, obě byly úctyhodné.
První zaznamenal Řehoř z Tours ve své Historii Franků, napsané koncem 6. století. JehoServatius episcopus tungrorum byl misionářem a pravděpodobně prvním biskupem v galském (nyní belgickém) městě Tongeren, zemřel kolem roku 450, krátce před invazí Hunů do Evropy. Tento světec cestoval do Říma, kde se mu zjevil sv. Petr, předal mu svůj klíč od nebeského království, pověřil ho vedením církve a předpověděl invazi barbarských kočovníků Hunů. Servác se proto vrátil zpět, varoval před nájezdem obyvatele Tongerenu a přesunul své biskupství do Maastrichtu, kde krátce nato zemřel a je pohřben ve franském sarkofágu. Podle legendy uzdravoval nemocné, zakládal a světil kostely.
Druhý nositel stejného nebo podobného jména byl Servatius nebo Serbatios z Galie, o němž psal historik Sulpicius Severus. Ten se v roce 343 zúčastnil synodu v Sardice (dnešní Sofii v Bulharsku) a v roce 359 v Rimini, na obou vystupoval jako rozhodný odpůrce arianismu. Žil tedy sto let před Servácem z Tongeren, na jehož území dosud nebyli křesťané.
Podle legend z 8.-12. století je totožný s arménským biskupem Sarbatiem, bojoval proti pohanům, ariánům a barbarům Vandalům. Ve Zlaté legendě Jakuba z Voragine byl Servác zařazen do rodokmene Kristova. Svatá Alžběta, matka Jana Křtitele, měla údajně sestru Eliud, která se vdala za Memelia a porodila syna Eminena, kterému se narodil svatý Servác, pohřbený v Maastrichtu v biskupství lutyšském.

## Úcta

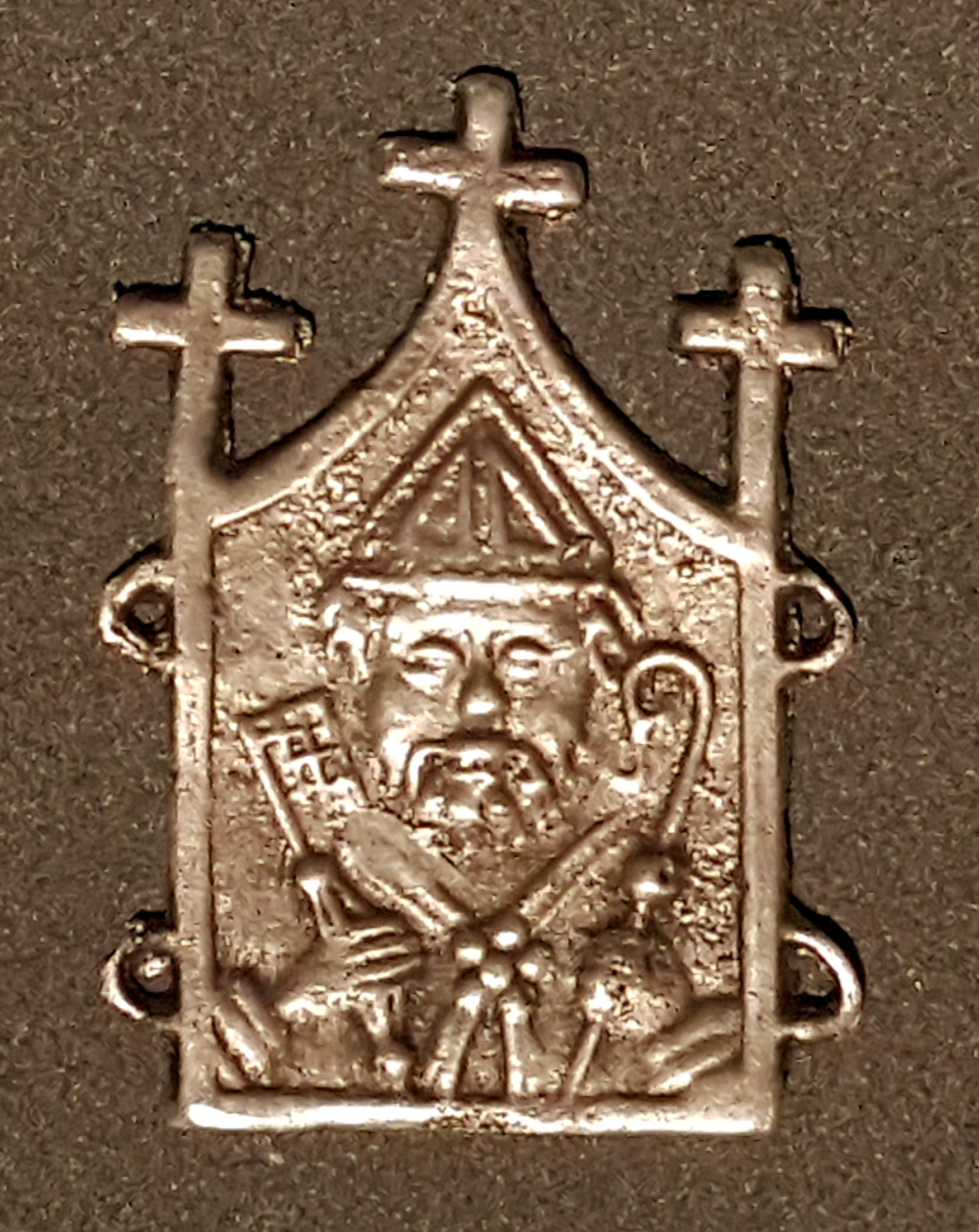
Poutní odznak z Maastrichtu, cín, 15. století

- biskupská bazilika sv. Serváce v Maastrichtu, je celoevropským centrem úcty, protože v kryptě jsou Servácovy ostatky uloženy, v původním franském sarkofágu. V tamní klenotnici je vystavena stříbrná gotická relikviářová busta s lebkou tohoto světce z roku 1304. Kult sv. Serváce se zde rozvinul od 7. století, Maastrichtská bazilika byla cílem poutních cest, počínaje panovníky jako byli Karel Martell, císaři Karel Veliký, Jindřich I. Ptáčník, Jindřich II., Jindřich III. Černý nebo španělský král Karel V. Habsburský.
- Lutych gotický kostel sv. Serváce, jeden ze šestnácti na území Belgie; v ostatních evropských zemích jsou kostely či kaple sv. Serváce vzácné
- Finistere – středověký kostel, jeden ze čtyř dochovaných na území Francie
- Quedlinburg – klášterní kostel sv. Serváce při císařské falci, již roku 936 založil Jindřich I. Ptáčník kapli a v ní confessio' sv. Serváce, nejstarší dosud existující německý chrám tohoto zasvěcení
- Koblenz – starý kostel sv. Serváce původem románský ze 12. století, radikálně přestavěný v 19. století a poškozený za druhé světové války; druhý kostel sv. Serváce je dvouvěžová novorománská bazilika z let 1842-1843
- Münster – drobný středověký kostel, připomínaný od roku 1230
- Karlštejn – ve výčtu relikvií ze sbírky císaře Karla IV. se Servácův ostatek připomíná teprve při převozu z Karlštejna do Martinického oltáře v katedrále sv. Víta v Praze, světec se tedy ve středověkých Čechách netěšil žádné zvláštní úctě[3]
- Praha – barokní relikviář sv. Serváce dal zhotovit až Servác Engel z Engelflussu, byl roztaven při konfiskaci chrámového stříbra[4]
- Liesling na předměstí Vídně - pro celé Rakousko ojedinělé zasvěcení
- Slovensko: kostel ve Vrbově, s barokním obrazem světce na hlavním oltáři

## Ikonografie
Servác bývá vyobrazen jako biskup v pontikálním rouchu s pluviálem, biskupskou mitrou, palliem, berlou a kalichem v ruce, často s gestem požehnání. Někdy mu odznaky biskupského úřadu přináší anděl. Jindy je zobrazen se sv. Petrem, který mu předává svůj klíč. V malbě Kristova příbuzenstva z období pozdní gotiky se objevuje Servác jako dítě se svými prarodiči Memeliem a Eliud.

## Patron
Vystupuje jako patron franských a římských panovníků, patron belgického města Tongeren, a nizozemského Maastrichtu, hornosaského Quedlinburgu, z cechovních řemesel jej uctívali kováři, tesaři a vinaři. Bývá uctíván proti nemocem nohou, revmatu, omrzlinám, nemocem kostí a proti moru. V lidových pranostikách o počasí vystupuje jako jeden ze tří nebo čtyř ledových mužů druhé dekády měsíce května (Pankrác, Servác, Bonifác: od 12. do 14. května), po jejich chladných dnech má přijít oteplení na (svatá Žofie 15. května)jejich kuchařka .